# Cristina Gonçalves
Cristina Gonçalves, née le 15 septembre 1977 à Lisbonne au Portugal, est une joueuse portugaise de boccia. 
Elle représente son pays à plusieurs Jeux paralympiques d’été et y remporte quatre médailles, dont deux médailles d’or. Elle souffre de paralysie cérébrale depuis qu’elle a contracté une méningite à l’âge de 11 mois.

## Biographie

### Jeunesse
Cristina Gonçalves naît le 15 septembre 1977 à Lisbonne, au Portugal. À l’âge de 11 mois, elle contracte une méningite qui lui provoque une paralysie cérébrale.

### Carrière sportive
Elle commence la boccia à l'âge de 14 ans, puis elle pratique ce sport au niveau national en 1998. Elle est classée en catégorie BC2. La première grande victoire internationale de Cristina Gonçalves a lieu en 2003 lors de la Coupe du monde de boccia en Nouvelle-Zélande.
Cristina Gonçalves participe à ses premiers Jeux paralympiques d'été en 2004 à Athènes, en Grèce, où elle remporte la médaille d'or par équipe en catégorie BC1-2 en gagnant sur la Nouvelle-Zélande. Elle continue à concourir aux Jeux paralympiques ultérieurs, où elle remporte une médaille d'argent dans l'épreuve par équipes aux Jeux paralympiques d'été de 2008 à Pékin, en Chine, mais ensuite elle ne réussit pas à remporter de médaille aux Jeux paralympiques de 2012 à Londres, en Angleterre.
Aux Jeux paralympiques d'été de 2016, à Rio de Janeiro au Brésil, elle est la seule joueuse féminine de l'équipe mixte de boccia. Ils se qualifient pour la phase de groupes après une défaite contre l'Argentine suivie de victoires contre la Slovaquie et le Brésil. Ils sont battus 8-5 par le Japon en demi-finale, ce qui donne lieu à un match revanche contre l'Argentine dans le match pour la médaille de bronze. Malgré la défaite précédente 1-7, ils battent l'Argentine 6-2 pour remporter la médaille de bronze.
Cristina Gonçalves remporte la médaille d'or aux Jeux paralympiques d'été de 2024 à Paris en catégorie BC2, en battant en finale la coréeenne Jeong Soyeong sur le score de 4-1,. C'est sa première médaille paralympique individuelle.

## Palmarès handisport

### Jeux paralympiques
- Jeux paralympiques d'été de 2004 à Athènes :
  -  Médaille d'or par équipe BC1-2.
- Jeux paralympiques d'été de 2008 à Pékin :
  -  Médaille d'argent par équipe.
- Jeux paralympiques d'été de 2016, à Rio de Janeiro :
  -  Médaille de bronze par équipe.
- Jeux paralympiques d'été de 2024 à Paris :
  -  Médaille d'or en individuel BC2.